# Sansol
Sansol – gmina w Hiszpanii, w Nawarze, o powierzchni 13,63 km². W 2011 roku gmina liczyła 108 mieszkańców.